# Maria Stodolna
Maria Stodolna po mężu Rabsztyn (ur. 6 lipca 1936 w Chorzowie, zm. 26 lutego 2019) – polska lekkoatletka, płotkarka i sprinterka.

## Kariera
Była wicemistrzynią Polski w biegu na 80 metrów przez płotki w 1958.
W 1956 jako zawodniczka Ruchu Chorzów poprawiła klubowy rekord Polski w sztafecie 4 × 100 m, uzyskując wraz z koleżankami czas 50,2 s.
W latach 1957–1958 startowała w trzech meczach reprezentacji Polski w biegu na 80 m przez płotki, bez zwycięstw indywidualnych.
Rekordy życiowe:
- bieg na 100 metrów – 12,3 (29 kwietnia 1956, Chorzów)
- bieg na 200 metrów – 25,9 (2 czerwca 1959, Katowice)
- bieg na 80 metrów przez płotki – 11,4 (1958)

Była zawodniczką klubów: Unia Katowice, Unia Chorzów, Ruch Chorzów i Start Katowice.